# Campeonato Colombiano de Futebol de 2021 – Segunda Divisão
A Segunda Divisão do Campeonato Colombiano de Futebol de 2021 (oficialmente conhecida como Torneo BetPlay DIMAYOR 2021 por conta do patrocínio) é a 32ª temporada da Categoría Primera B, campeonato de clubes equivalente à segunda divisão de futebol profissional da Colômbia. O certame é organizado pela División Mayor del Fútbol Colombiano (DIMAYOR), entidade esportiva responsável em âmbito nacional pelo futebol colombiano profissional e ligada à Federação Colombiana de Futebol (FCF), entidade máxima do futebol na Colômbia. A temporada será dividida em dois campeonatos, o Torneo BetPlay I no primeiro semestre do ano e o Torneo BetPlay II no segundo semestre, outorgando três acessos à Liga BetPlay. Começou em 15 de janeiro com a disputa da fase de classificação do Torneo BetPlay I e será concluída em dezembro de 2021 com a final do Torneo BetPlay II.

## Regulamento

### Sistema de disputa
O Torneo BetPlay de 2021 será disputado por 16 times e dividido em dois torneios oficiais e independentes: Torneo BetPlay I e Torneo BetPlay II, que por sua vez, serão divididos em três fases: primeira fase, quadrangular semifinal e final. Na primeira fase, em ambos os torneios, os times se enfrentam em turno único (jogos só de ida) no sistema de pontos corridos (todos contra todos), num total de 15 rodadas (um clube folga a cada rodada). Os oito melhores avançam para os quadrangulares semifinais, onde serão divididos em dois grupos de quatro times cada. Os times se enfrentam em dois turnos (jogos de ida e volta), num total de 6 rodadas, e o melhor de cada grupo avança para a final. Em caso de igualdade na pontuação nas duas primeiras fases, são critérios de desempate: 1) melhor saldo de gols, 2) mais gols pró, 3) mais gols pró como visitante, 4) menos gols sofridos como visitante, 5) sorteio. A final de cada torneio será disputada no sistema mata-mata, em jogos de ida e volta no Torneo BetPlay I e em jogo único no Torneo BetPlay II, em caso de igualdade na pontuação, são critérios de desempate: 1) melhor saldo de gols; 2) disputa de pênaltis.
A final do Torneo BetPlay (Gran Final) de 2021 será disputada entre o campeão do Torneo BetPlay I de 2021 e o Atlético Huila, campeão do Torneo BetPlay de 2020. O vencedor será promovido à primeira divisão e jogará na Liga BetPlay II de 2021, que será disputada no segundo semestre. O perdedor da final do Torneo BetPlay disputará uma repescagem (play-off) contra o melhor time na classificação geral (Torneo BetPlay I e II). O vencedor também será promovido à primeira divisão e jogará na Liga BetPlay II de 2021. Os dois times que disputaram o título do Torneo BetPlay II serão promovidos à primeira divisão de 2022.

## Participantes

### Informações dos clubes
| Equipe               | Cidade        | Departamento             | Estádio                        | Títulos              |
| -------------------- | ------------- | ------------------------ | ------------------------------ | -------------------- |
| Atlético             | Cali          | Valle del Cauca          | Pascual Guerrero               | 0 (não possui)       |
| Atlético Huila       | Neiva         | Huila                    | Guillermo Plazas Alcid         | 3 (1992, 1997, 2020) |
| Barranquilla         | Barranquilla  | Atlántico                | Romelio Martínez               | 0 (não possui)       |
| Boca Juniors de Cali | Cali          | Valle del Cauca          | Pascual Guerrero               | 0 (não possui)       |
| Bogotá               | Bogotá        | Distrito Capital         | Metropolitano de Techo         | 0 (não possui)       |
| Cortuluá             | Tuluá         | Valle del Cauca          | Doce de Octubre                | 2 (1993, 2009)       |
| Deportes Quindío     | Armênia       | Quindío                  | Centenário de Armenia          | 1 (2001)             |
| Fortaleza            | Cota          | Cundinamarca             | Municipal de Cota              | 0 (não possui)       |
| Leones               | Itagüí        | Antioquia                | Metropolitano Ciudad de Itagüí | 0 (não possui)       |
| Llaneros             | Villavicencio | Meta                     | Bello Horizonte                | 0 (não possui)       |
| Orsomarso            | Palmira       | Valle del Cauca          | Francisco Rivera Escobar       | 0 (não possui)       |
| Real Cartagena       | Cartagena     | Bolívar                  | Jaime Morón León               | 3 (1999, 2004, 2008) |
| Real San Andrés      | San Andrés    | San Andrés e Providência | Erwin O'Neil                   | 0 (não possui)       |
| Tigres               | Bogotá        | Distrito Capital         | Metropolitano de Techo         | 0 (não possui)       |
| Unión Magdalena      | Santa Marta   | Magdalena                | Sierra Nevada                  | 0 (não possui)       |
| Valledupar           | Valledupar    | Cesar                    | Armando Maestre Pavajeau       | 0 (não possui)       |

## Torneo BetPlay I

### Primeira Fase

#### Classificação
| Pos | Equipe               | Pts | J  | V | E | D | GP | GC | SG  | Classificação                              |
| --- | -------------------- | --- | -- | - | - | - | -- | -- | --- | ------------------------------------------ |
| 1   | Atlético Huila       | 30  | 15 | 8 | 6 | 1 | 27 | 14 | +13 | Quadrangular semifinal do Torneo BetPlay I |
| 2   | Unión Magdalena      | 30  | 15 | 9 | 3 | 3 | 20 | 10 | +10 | Quadrangular semifinal do Torneo BetPlay I |
| 3   | Deportes Quindío     | 25  | 15 | 6 | 7 | 2 | 16 | 11 | +5  | Quadrangular semifinal do Torneo BetPlay I |
| 4   | Leones               | 25  | 15 | 7 | 4 | 4 | 19 | 15 | +4  | Quadrangular semifinal do Torneo BetPlay I |
| 5   | Cortuluá             | 23  | 15 | 6 | 5 | 4 | 16 | 12 | +4  | Quadrangular semifinal do Torneo BetPlay I |
| 6   | Valledupar           | 22  | 15 | 7 | 1 | 7 | 25 | 19 | +6  | Quadrangular semifinal do Torneo BetPlay I |
| 7   | Fortaleza CEIF       | 22  | 15 | 6 | 4 | 5 | 26 | 22 | +4  | Quadrangular semifinal do Torneo BetPlay I |
| 8   | Atlético de Cali     | 20  | 15 | 5 | 5 | 5 | 17 | 14 | +3  | Quadrangular semifinal do Torneo BetPlay I |
| 9   | Real Cartagena       | 20  | 15 | 5 | 5 | 5 | 21 | 23 | −2  |                                            |
| 10  | Orsomarso            | 19  | 15 | 4 | 7 | 4 | 23 | 24 | −1  |                                            |
| 11  | Tigres FC            | 17  | 15 | 3 | 8 | 4 | 10 | 12 | −2  |                                            |
| 12  | Llaneros             | 15  | 15 | 4 | 3 | 8 | 11 | 17 | −6  |                                            |
| 13  | Boca Juniors de Cali | 15  | 15 | 3 | 6 | 6 | 12 | 19 | −7  |                                            |
| 14  | Bogotá               | 15  | 15 | 4 | 3 | 8 | 17 | 34 | −17 |                                            |
| 15  | Barranquilla         | 13  | 15 | 3 | 4 | 8 | 9  | 17 | −8  |                                            |
| 16  | Real San Andrés      | 11  | 15 | 2 | 5 | 8 | 14 | 20 | −6  |                                            |

#### Resultados
| 15 de janeiro de 2021 | Unión Magdalena | 1 – 2 | Llaneros |  |
| 18:00 (UTC−5)         |                 |       |          |  |

| 15 de janeiro de 2021 | Real Cartagena | 2 – 1 | Cortuluá |  |
| 20:00 (UTC−5)         |                |       |          |  |

| 16 de janeiro de 2021 | Orsomarso | 2 – 2 | Barranquilla |  |
| 15:00 (UTC−5)         |           |       |              |  |

| 17 de janeiro de 2021 | Boca Juniors de Cali | 1 – 1 | Atlético |  |
| 15:00 (UTC−5)         |                      |       |          |  |

| 17 de janeiro de 2021 | Deportes Quindío | 1 – 2 | Valledupar |  |
| 16:00 (UTC−5)         |                  |       |            |  |

| 3 de fevereiro de 2021 | Fortaleza | 2 – 0 | Tigres |  |
| 15:00 (UTC−5)          |           |       |        |  |

| 17 de fevereiro de 2021 | Real San Andrés | 2 – 2 | Atlético Huila |  |
| 18:30 (UTC−5)           |                 |       |                |  |

| 18 de fevereiro de 2021 | Bogotá | 1 – 3 | Leones |  |
| 14:00 (UTC−5)           |        |       |        |  |

| 22 de janeiro de 2021 | Barranquilla | 0 – 1 | Boca Juniors de Cali |  |
| 18:00 (UTC−5)         |              |       |                      |  |

| 23 de janeiro de 2021 | Valledupar | 3 – 4 | Orsomarso |  |
| 15:00 (UTC−5)         |            |       |           |  |

| 23 de janeiro de 2021 | Atlético de Cali | 3 – 0 | Real Cartagena |  |
| 15:00 (UTC−5)         |                  |       |                |  |

| 23 de janeiro de 2021 | Leones | 0 – 0 | Fortaleza CEIF |  |
| 15:00 (UTC−5)         |        |       |                |  |

| 23 de janeiro de 2021 | Llaneros | 0 – 1 | Deportes Quindío |  |
| 15:30 (UTC−5)         |          |       |                  |  |

| 25 de janeiro de 2021 | Atlético Huila | 4 – 0 | Bogotá |  |
| 16:00 (UTC−5)         |                |       |        |  |

| 26 de janeiro de 2021 | Tigres FC | 1 – 1 | Unión Magdalena |  |
| 14:00 (UTC−5)         |           |       |                 |  |

| 24 de fevereiro de 2021 | Cortuluá | 1 – 0 | Real San Andrés |  |
| 17:00 (UTC−5)           |          |       |                 |  |

| 30 de janeiro de 2021 | Fortaleza CEIF | 3 – 4 | Atlético Huila |  |
| 14:00 (UTC−5)         |                |       |                |  |

| 30 de janeiro de 2021 | Orsomarso | 0 – 0 | Llaneros |  |
| 15:00 (UTC−5)         |           |       |          |  |

| 31 de janeiro de 2021 | Leones | 1 – 2 | Tigres FC |  |
| 13:30 (UTC−5)         |        |       |           |  |

| 31 de janeiro de 2021 | Bogotá | 2 – 3 | Cortuluá |  |
| 14:00 (UTC−5)         |        |       |          |  |

| 31 de janeiro de 2021 | Boca Juniors de Cali | 1 – 2 | Valledupar |  |
| 15:00 (UTC−5)         |                      |       |            |  |

| 31 de janeiro de 2021 | Deportes Quindío | 1 – 0 | Unión Magdalena |  |
| 17:35 (UTC−5)         |                  |       |                 |  |

| 1 de fevereiro de 2021 | Real Cartagena | 1 – 0 | Barranquilla |  |
| 16:00 (UTC−5)          |                |       |              |  |

| 1 de fevereiro de 2021 | Real San Andrés | 2 – 2 | Atlético de Cali |  |
| 19:40 (UTC−5)          |                 |       |                  |  |

| 5 de fevereiro de 2021 | Atlético Huila | 1 – 1 | Leones |  |
| 17:00 (UTC−5)          |                |       |        |  |

| 5 de fevereiro de 2021 | Unión Magdalena | 1 – 1 | Orsomarso |  |
| 19:00 (UTC−5)          |                 |       |           |  |

| 6 de fevereiro de 2021 | Llaneros | 0 – 1 | Boca Juniors de Cali |  |
| 15:00 (UTC−5)          |          |       |                      |  |

| 6 de fevereiro de 2021 | Barranquilla | 1 – 0 | Real San Andrés |  |
| 15:00 (UTC−5)          |              |       |                 |  |

| 6 de fevereiro de 2021 | Atlético de Cali | 2 – 2 | Bogotá |  |
| 15:00 (UTC−5)          |                  |       |        |  |

| 6 de fevereiro de 2021 | Cortuluá | 3 – 0 | Fortaleza CEIF |  |
| 17:00 (UTC−5)          |          |       |                |  |

| 7 de fevereiro de 2021 | Tigres FC | 1 – 1 | Deportes Quindío |  |
| 14:00 (UTC−5)          |           |       |                  |  |

| 8 de fevereiro de 2021 | Valledupar | 2 – 0 | Real Cartagena |  |
| 18:00 (UTC−5)          |            |       |                |  |

| 10 de fevereiro de 2021 | Leones | 1 – 1 | Cortuluá |  |
| 15:00 (UTC−5)           |        |       |          |  |

| 10 de fevereiro de 2021 | Fortaleza CEIF | 1 – 1 | Atlético de Cali |  |
| 15:00 (UTC−5)           |                |       |                  |  |

| 10 de fevereiro de 2021 | Orsomarso | 2 – 1 | Deportes Quindío |  |
| 16:00 (UTC−5)           |           |       |                  |  |

| 10 de fevereiro de 2021 | Atlético Huila | 1 – 0 | Tigres FC |  |
| 19:10 (UTC−5)           |                |       |           |  |

| 11 de fevereiro de 2021 | Bogotá | 1 – 0 | Barranquilla |  |
| 14:00 (UTC−5)           |        |       |              |  |

| 11 de fevereiro de 2021 | Real Cartagena | 3 – 1 | Llaneros |  |
| 15:00 (UTC−5)           |                |       |          |  |

| 11 de fevereiro de 2021 | Boca Juniors de Cali | 0 – 1 | Unión Magdalena |  |
| 16:00 (UTC−5)           |                      |       |                 |  |

| 11 de fevereiro de 2021 | Real San Andrés | 0 – 1 | Valledupar |  |
| 18:30 (UTC−5)           |                 |       |            |  |

| 13 de fevereiro de 2021 | Atlético de Cali | 2 – 3 | Leones |  |
| 15:00 (UTC−5)           |                  |       |        |  |

| 14 de fevereiro de 2021 | Llaneros | 0 – 0 | Real San Andrés |  |
| 15:00 (UTC−5)           |          |       |                 |  |

| 14 de fevereiro de 2021 | Cortuluá | 0 – 0 | Atlético Huila |  |
| 16:00 (UTC−5)           |          |       |                |  |

| 15 de fevereiro de 2021 | Tigres FC | 2 – 0 | Orsomarso |  |
| 14:00 (UTC−5)           |           |       |           |  |

| 15 de fevereiro de 2021 | Valledupar | 6 – 0 | Bogotá |  |
| 15:00 (UTC−5)           |            |       |        |  |

| 15 de fevereiro de 2021 | Barranquilla | 1 – 2 | Fortaleza CEIF |  |
| 15:00 (UTC−5)           |              |       |                |  |

| 15 de fevereiro de 2021 | Unión Magdalena | 2 – 1 | Real Cartagena |  |
| 18:00 (UTC−5)           |                 |       |                |  |

| 15 de fevereiro de 2021 | Deportes Quindío | 1 – 1 | Boca Juniors de Cali |  |
| 20:00 (UTC−5)           |                  |       |                      |  |

| 19 de fevereiro de 2021 | Real Cartagena | 2 – 3 | Deportes Quindío |  |
| 18:00 (UTC−5)           |                |       |                  |  |

| 20 de fevereiro de 2021 | Boca Juniors de Cali | 0 – 0 | Orsomarso |  |
| 15:00 (UTC−5)           |                      |       |           |  |

| 20 de fevereiro de 2021 | Cortuluá | 0 – 0 | Tigres FC |  |
| 17:00 (UTC−5)           |          |       |           |  |

| 20 de fevereiro de 2021 | Real San Andrés | 0 – 1 | Unión Magdalena |  |
| 18:30 (UTC−5)           |                 |       |                 |  |

| 22 de fevereiro de 2021 | Bogotá | 2 – 1 | Llaneros |  |
| 14:00 (UTC−5)           |        |       |          |  |

| 22 de fevereiro de 2021 | Leones | 2 – 1 | Barranquilla |  |
| 15:00 (UTC−5)           |        |       |              |  |

| 22 de fevereiro de 2021 | Atlético Huila | 0 – 2 | Atlético de Cali |  |
| 18:00 (UTC−5)           |                |       |                  |  |

| 23 de fevereiro de 2021 | Fortaleza CEIF | 3 – 2 | Valledupar |  |
| 17:30 (UTC−5)           |                |       |            |  |

| 26 de fevereiro de 2021 | Unión Magdalena | 1 – 0 | Bogotá |  |
| 18:00 (UTC−5)           |                 |       |        |  |

| 26 de fevereiro de 2021 | Barranquilla | 0 – 0 | Atlético Huila |  |
| 20:00 (UTC−5)           |              |       |                |  |

| 27 de fevereiro de 2021 | Orsomarso | 3 – 3 | Real Cartagena |  |
| 15:00 (UTC−5)           |           |       |                |  |

| 27 de fevereiro de 2021 | Llaneros | 2 – 1 | Fortaleza CEIF |  |
| 15:00 (UTC−5)           |          |       |                |  |

| 27 de fevereiro de 2021 | Valledupar | 0 – 1 | Leones |  |
| 15:00 (UTC−5)           |            |       |        |  |

| 27 de fevereiro de 2021 | Atlético de Cali | 1 – 0 | Cortuluá |  |
| 15:15 (UTC−5)           |                  |       |          |  |

| 28 de fevereiro de 2021 | Tigres FC | 1 – 1 | Boca Juniors de Cali |  |
| 14:00 (UTC−5)           |           |       |                      |  |

| 28 de fevereiro de 2021 | Real San Andrés | 1 – 1 | Deportes Quindío |  |
| 18:30 (UTC−5)           |                 |       |                  |  |

| 3 de março de 2021 | Atlético de Cali | 0 – 1 | Tigres FC |  |
| (UTC−5)            |                  |       |           |  |

| 3 de março de 2021 | Leones | 1 – 0 | Llaneros |  |
| (UTC−5)            |        |       |          |  |

| 2021    | Atlético Huila | 3 – 1 | Valledupar |  |
| (UTC−5) |                |       |            |  |

| 2021    | Cortuluá | 1 – 1 | Barranquilla |  |
| (UTC−5) |          |       |              |  |

| 2021    | Fortaleza CEIF | 1 – 1 | Unión Magdalena |  |
| (UTC−5) |                |       |                 |  |

| 2021    | Bogotá | 1 – 1 | Deportes Quindío |  |
| (UTC−5) |        |       |                  |  |

| 2021    | Real San Andrés | 1 – 2 | Orsomarso |  |
| (UTC−5) |                 |       |           |  |

| 2021    | Real Cartagena | 1 – 1 | Boca Juniors de Cali |  |
| (UTC−5) |                |       |                      |  |

| 2021    | Tigres FC | 0 – 0 | Real Cartagena |  |
| (UTC−5) |           |       |                |  |

| 2021    | Real San Andrés | 0 – 1 | Boca Juniors de Cali |  |
| (UTC−5) |                 |       |                      |  |

| 2021    | Orsomarso | 4 – 2 | Bogotá |  |
| (UTC−5) |           |       |        |  |

| 2021    | Deportes Quindío | 2 – 1 | Fortaleza CEIF |  |
| (UTC−5) |                  |       |                |  |

| 2021    | Unión Magdalena | 2 – 0 | Leones |  |
| (UTC−5) |                 |       |        |  |

| 2021    | Llaneros | 0 – 2 | Atlético Huila |  |
| (UTC−5) |          |       |                |  |

| 2021    | Valledupar | 1 – 2 | Cortuluá |  |
| (UTC−5) |            |       |          |  |

| 2021    | Barranquilla | 0 – 1 | Atlético de Cali |  |
| (UTC−5) |              |       |                  |  |

| 2021    | Barranquilla | 1 – 0 | Tigres FC |  |
| (UTC−5) |              |       |           |  |

| 2021    | Atlético de Cali | 0 – 1 | Valledupar |  |
| (UTC−5) |                  |       |            |  |

| 2021    | Cortuluá | 0 – 2 | Llaneros |  |
| (UTC−5) |          |       |          |  |

| 2021    | Atlético Huila | 1 – 0 | Unión Magdalena |  |
| (UTC−5) |                |       |                 |  |

| 2021    | Leones | 0 – 2 | Deportes Quindío |  |
| (UTC−5) |        |       |                  |  |

| 2021    | Fortaleza CEIF | 3 – 1 | Orsomarso |  |
| (UTC−5) |                |       |           |  |

| 2021    | Bogotá | 2 – 1 | Boca Juniors de Cali |  |
| (UTC−5) |        |       |                      |  |

| 2021    | Real San Andrés | 0 – 3 | Real Cartagena |  |
| (UTC−5) |                 |       |                |  |

| 2021    | Tigres FC | 1 – 1 | Real San Andrés |  |
| (UTC−5) |           |       |                 |  |

| 2021    | Real Cartagena | 1 – 1 | Bogotá |  |
| (UTC−5) |                |       |        |  |

| 2021    | Boca Juniors de Cali | 1 – 4 | Fortaleza CEIF |  |
| (UTC−5) |                      |       |                |  |

| 2021    | Orsomarso | 1 – 1 | Leones |  |
| (UTC−5) |           |       |        |  |

| 2021    | Deportes Quindío | 0 – 0 | Atlético Huila |  |
| (UTC−5) |                  |       |                |  |

| 2021    | Unión Magdalena | 1 – 0 | Cortuluá |  |
| (UTC−5) |                 |       |          |  |

| 2021    | Llaneros | 0 – 2 | Atlético de Cali |  |
| (UTC−5) |          |       |                  |  |

| 2021    | Valledupar | 2 – 0 | Barranquilla |  |
| (UTC−5) |            |       |              |  |

| 2021    | Valledupar | 0 – 0 | Tigres FC |  |
| (UTC−5) |            |       |           |  |

| 2021    | Barranquilla | 1 – 0 | Llaneros |  |
| (UTC−5) |              |       |          |  |

| 2021    | Atlético de Cali | 0 – 2 | Unión Magdalena |  |
| (UTC−5) |                  |       |                 |  |

| 2021    | Cortuluá | 0 – 0 | Deportes Quindío |  |
| (UTC−5) |          |       |                  |  |

| 2021    | Atlético Huila | 3 – 2 | Orsomarso |  |
| (UTC−5) |                |       |           |  |

| 2021    | Leones | 2 – 0 | Boca Juniors de Cali |  |
| (UTC−5) |        |       |                      |  |

| 2021    | Fortaleza CEIF | 1 – 1 | Real Cartagena |  |
| (UTC−5) |                |       |                |  |

| 2021    | Bogotá | 1 – 4 | Real San Andrés |  |
| (UTC−5) |        |       |                 |  |

| 2021    | Tigres FC | 0 – 2 | Bogotá |  |
| (UTC−5) |           |       |        |  |

| 2021    | Real San Andrés | 3 – 1 | Fortaleza CEIF |  |
| (UTC−5) |                 |       |                |  |

| 2021    | Real Cartagena | 2 – 1 | Leones |  |
| (UTC−5) |                |       |        |  |

| 2021    | Boca Juniors de Cali | 2 – 2 | Atlético Huila |  |
| (UTC−5) |                      |       |                |  |

| 2021    | Orsomarso | 1 – 2 | Cortuluá |  |
| (UTC−5) |           |       |          |  |

| 2021    | Deportes Quindío | 1 – 0 | Atlético de Cali |  |
| (UTC−5) |                  |       |                  |  |

| 2021    | Unión Magdalena | 4 – 1 | Barranquilla |  |
| (UTC−5) |                 |       |              |  |

| 2021    | Llaneros | 2 – 1 | Valledupar |  |
| (UTC−5) |          |       |            |  |

| 2021    | Tigres FC | 1 – 1 | Llaneros |  |
| (UTC−5) |           |       |          |  |

| 2021    | Valledupar | 1 – 2 | Unión Magdalena |  |
| (UTC−5) |            |       |                 |  |

| 2021    | Barranquilla | 0 – 0 | Deportes Quindío |  |
| (UTC−5) |              |       |                  |  |

| 2021    | Atlético de Cali | 0 – 0 | Orsomarso |  |
| (UTC−5) |                  |       |           |  |

| 2021    | Cortuluá | 2 – 0 | Boca Juniors de Cali |  |
| (UTC−5) |          |       |                      |  |

| 2021    | Atlético Huila | 4 – 1 | Real Cartagena |  |
| (UTC−5) |                |       |                |  |

| 2021    | Leones | 2 – 0 | Real San Andrés |  |
| (UTC−5) |        |       |                 |  |

| 2021    | Fortaleza CEIF | 3 – 0 | Bogotá |  |
| (UTC−5) |                |       |        |  |

| Fonte: DIMAYOR (em castelhano), Win Sports (em castelhano), Soccerway. |

### Semifinais

#### Grupo A
| Pos | Equipe         | Pts | J | V | E | D | GP | GC | SG | Classificação |     | COR | HUI | LEO | FOR |
| --- | -------------- | --- | - | - | - | - | -- | -- | -- | ------------- | --- | --- | --- | --- | --- |
| 1   | Cortuluá       | 11  | 6 | 3 | 2 | 1 | 13 | 8  | +5 | Final         |     | —   | 3–1 | 3–0 | 0–1 |
| 2   | Atlético Huila | 8   | 6 | 2 | 2 | 2 | 8  | 7  | +1 |               |     | 1–1 | —   | 0–2 | 3–0 |
| 3   | Leones         | 8   | 6 | 2 | 2 | 2 | 10 | 10 | 0  |               | 3–3 | 1–1 | —   | 3–0 |     |
| 4   | Fortaleza      | 6   | 6 | 2 | 0 | 4 | 6  | 12 | −6 |               | 2–3 | 0–2 | 3–1 | —   |     |

#### Grupo B
| Pos | Equipe           | Pts | J | V | E | D | GP | GC | SG | Classificação |     | QUI | VAL | MAG | ATL |
| --- | ---------------- | --- | - | - | - | - | -- | -- | -- | ------------- | --- | --- | --- | --- | --- |
| 1   | Deportes Quindío | 16  | 6 | 5 | 1 | 0 | 0  | 0  | 0  | Final         |     | —   | 2–1 | 2–0 | 1–0 |
| 2   | Valledupar       | 10  | 6 | 3 | 1 | 2 | 0  | 0  | 0  |               |     | 0–1 | —   | 1–1 | 3–0 |
| 3   | Unión Magdalena  | 6   | 6 | 1 | 3 | 2 | 0  | 0  | 0  |               | 1–1 | 0–1 | —   | 5–1 |     |
| 4   | Atlético de Cali | 1   | 6 | 0 | 1 | 5 | 0  | 0  | 0  |               | 0–1 | 0–1 | 1–1 | —   |     |

### Final
| Chave | Equipe 1 | Total | Equipe 2         | Jogo 1 | Jogo 2 |
| ----- | -------- | ----- | ---------------- | ------ | ------ |
|       | Cortuluá | 0–2   | Deportes Quindío | 0–1    | 0–1    |

| 2021 | A definir | – | A definir |  |  |
|      |           |   |           |  |  |

| 2021 | A definir | – | A definir |  |  |
|      |           |   |           |  |  |

## Torneo BetPlay II

### Primeira Fase

#### Classificação
| Pos | Equipe               | Pts | J | V | E | D | GP | GC | SG | Classificação                              |
| --- | -------------------- | --- | - | - | - | - | -- | -- | -- | ------------------------------------------ |
| 1   | Valledupar           | 0   | 0 | 0 | 0 | 0 | 0  | 0  | 0  | Quadrangular semifinal do Torneo BetPlay I |
| 2   | Orsomarso            | 0   | 0 | 0 | 0 | 0 | 0  | 0  | 0  | Quadrangular semifinal do Torneo BetPlay I |
| 3   | Real Cartagena       | 0   | 0 | 0 | 0 | 0 | 0  | 0  | 0  | Quadrangular semifinal do Torneo BetPlay I |
| 4   | Cortuluá             | 0   | 0 | 0 | 0 | 0 | 0  | 0  | 0  | Quadrangular semifinal do Torneo BetPlay I |
| 5   | Boyacá Chicó         | 0   | 0 | 0 | 0 | 0 | 0  | 0  | 0  | Quadrangular semifinal do Torneo BetPlay I |
| 6   | Unión Magdalena      | 0   | 0 | 0 | 0 | 0 | 0  | 0  | 0  | Quadrangular semifinal do Torneo BetPlay I |
| 7   | Tigres FC            | 0   | 0 | 0 | 0 | 0 | 0  | 0  | 0  | Quadrangular semifinal do Torneo BetPlay I |
| 8   | Boca Juniors de Cali | 0   | 0 | 0 | 0 | 0 | 0  | 0  | 0  | Quadrangular semifinal do Torneo BetPlay I |
| 9   | Fortaleza CEIF       | 0   | 0 | 0 | 0 | 0 | 0  | 0  | 0  |                                            |
| 10  | Atlético de Cali     | 0   | 0 | 0 | 0 | 0 | 0  | 0  | 0  |                                            |
| 11  | Leones               | 0   | 0 | 0 | 0 | 0 | 0  | 0  | 0  |                                            |
| 12  | Llaneros             | 0   | 0 | 0 | 0 | 0 | 0  | 0  | 0  |                                            |
| 13  | Barranquilla         | 0   | 0 | 0 | 0 | 0 | 0  | 0  | 0  |                                            |
| 14  | Bogotá               | 0   | 0 | 0 | 0 | 0 | 0  | 0  | 0  |                                            |
| 15  | Real San Andrés      | 0   | 0 | 0 | 0 | 0 | 0  | 0  | 0  |                                            |

### Semifinais

#### Grupo A
| Pos | Equipe         | Pts | J | V | E | D | GP | GC | SG | Classificação |     | COR | HUI | LEO | FOR |
| --- | -------------- | --- | - | - | - | - | -- | -- | -- | ------------- | --- | --- | --- | --- | --- |
| 1   | Cortuluá       | 11  | 6 | 3 | 2 | 1 | 13 | 8  | +5 | Final         |     | —   | 3–1 | 3–0 | 0–1 |
| 2   | Atlético Huila | 8   | 6 | 2 | 2 | 2 | 8  | 7  | +1 |               |     | 1–1 | —   | 0–2 | 3–0 |
| 3   | Leones         | 8   | 6 | 2 | 2 | 2 | 10 | 10 | 0  |               | 3–3 | 1–1 | —   | 3–0 |     |
| 4   | Fortaleza      | 6   | 6 | 2 | 0 | 4 | 6  | 12 | −6 |               | 2–3 | 0–2 | 3–1 | —   |     |

#### Grupo B
| Pos | Equipe           | Pts | J | V | E | D | GP | GC | SG | Classificação |     | QUI | VAL | MAG | ATL |
| --- | ---------------- | --- | - | - | - | - | -- | -- | -- | ------------- | --- | --- | --- | --- | --- |
| 1   | Deportes Quindío | 16  | 6 | 5 | 1 | 0 | 0  | 0  | 0  | Final         |     | —   | 2–1 | 2–0 | 1–0 |
| 2   | Valledupar       | 10  | 6 | 3 | 1 | 2 | 0  | 0  | 0  |               |     | 0–1 | —   | 1–1 | 3–0 |
| 3   | Unión Magdalena  | 6   | 6 | 1 | 3 | 2 | 0  | 0  | 0  |               | 1–1 | 0–1 | —   | 5–1 |     |
| 4   | Atlético de Cali | 1   | 6 | 0 | 1 | 5 | 0  | 0  | 0  |               | 0–1 | 0–1 | 1–1 | —   |     |

### Final
| Chave | Equipe 1 | Total | Equipe 2         | Jogo 1 | Jogo 2 |
| ----- | -------- | ----- | ---------------- | ------ | ------ |
|       | Cortuluá | 0–2   | Deportes Quindío | 0–1    | 0–1    |

| 2021 | A definir | – | A definir |  |  |
|      |           |   |           |  |  |

| 2021 | A definir | – | A definir |  |  |
|      |           |   |           |  |  |

## Grande Final do Torneo BetPlay DIMAYOR 2021
| Chave | Equipe 1       | Total | Equipe 2         | Jogo 1 | Jogo 2 |
| ----- | -------------- | ----- | ---------------- | ------ | ------ |
|       | Atlético Huila | 3–1   | Deportes Quindío | 1–1    | 2–0    |

| 2021 | A definir | – | A definir |  |  |
|      |           |   |           |  |  |

| 2021 | A definir | – | A definir |  |  |
|      |           |   |           |  |  |